# احمد انگین
احمد انگین (انگلیسی: Ahmet Engin؛ زادهٔ ۹ اوت ۱۹۹۶) بازیکن فوتبال اهل آلمان است.
از باشگاه‌هایی که در آن بازی کرده‌است می‌توان به باشگاه فوتبال دویسبورگ اشاره کرد.